# Тереса, Фелипе
Фели́пе Габриэ́л Ку́нья Тере́са (порт. Felipe Gabriel Cunha Teresa, более известный, как Фелипе Тереса порт. Felipe Teresa; род. 2 января 2006, Гуаракесаба, Парана) — бразильский футболист, вингер клуба «Фламенго».

## Клубная карьера
Салес — воспитанник клубов «Индепендьенте де Лемерия», «Ажуриж» и «Фламенго». 22 сентября 2024 года в матче против «Гремио» он дебютировал в бразильской Серии A. В этом же поединке Фелипе забил свой первый гол за «Фламенго».

## Достижения
Клубные
 «Фламенго»
- Победитель Лиги Кариока — 2025